# Albulider
Albulider, Albulidae, är en familj med tarponartade fiskar.
För närvarande (2016) listas 13 arter i familjen som förekommer i tropiska hav. Ibland besöker de angränsande floder med bräckt vatten eller sötvatten. Familjens medlemmar äter ryggradslösa djur som lever i havet.
Familjens arter fördelas på tre släkten:
- Albula, 11 arter
- Nemoossis, 1 art
- Pterothrissus, 1 art